# Kouty (Hlinsko)
Kouty jsou část města Hlinsko v okrese Chrudim. Nachází se na jihozápadě Hlinska. Prochází zde silnice I/34. Kouty leží v katastrálním území Hlinsko v Čechách o výměře 12,27 km².

## Historie
První písemná zmínka o vesnici pochází z roku 1456.

## Další fotografie

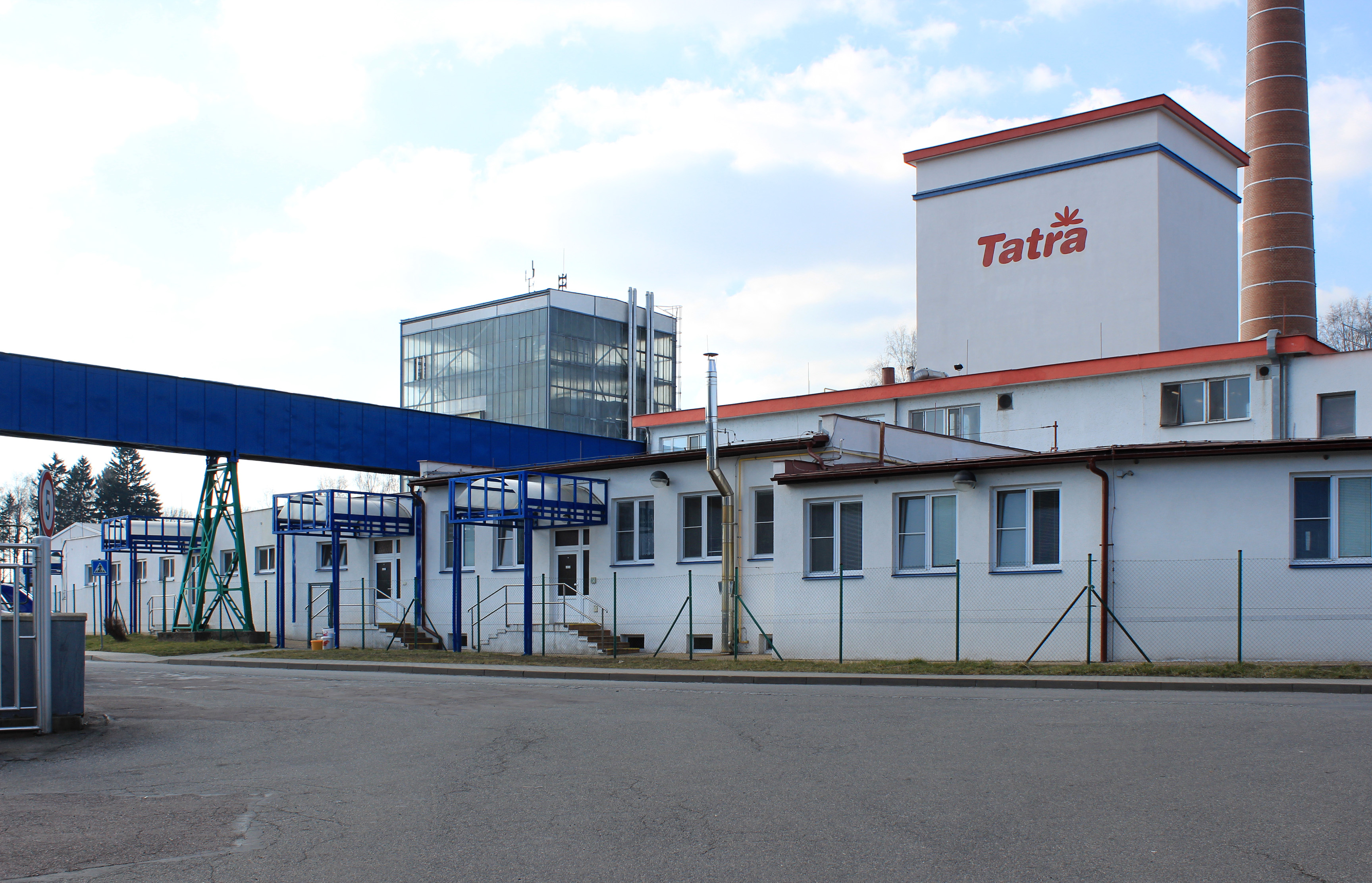
Mlékárna Tatra
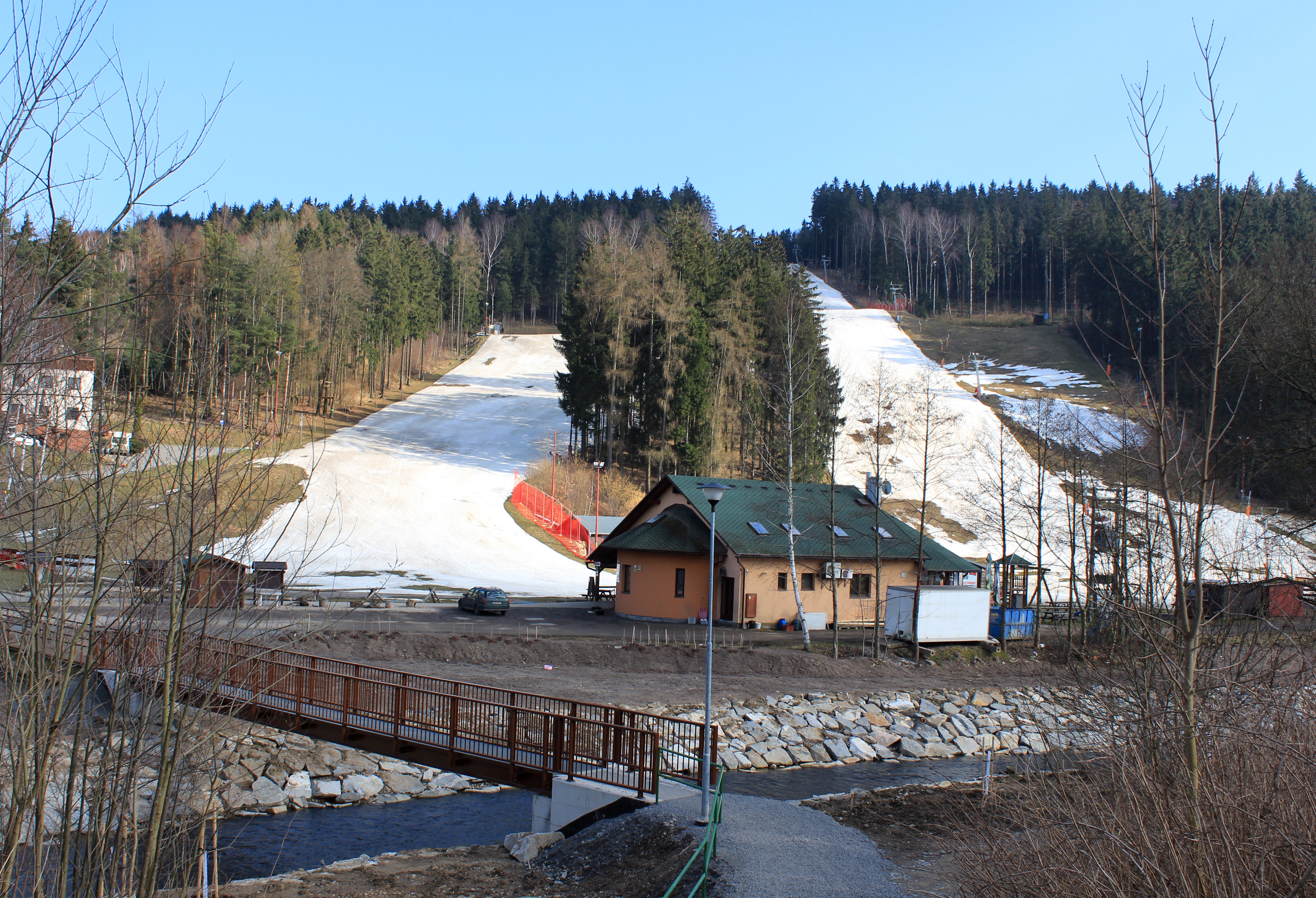
Sjezdovka
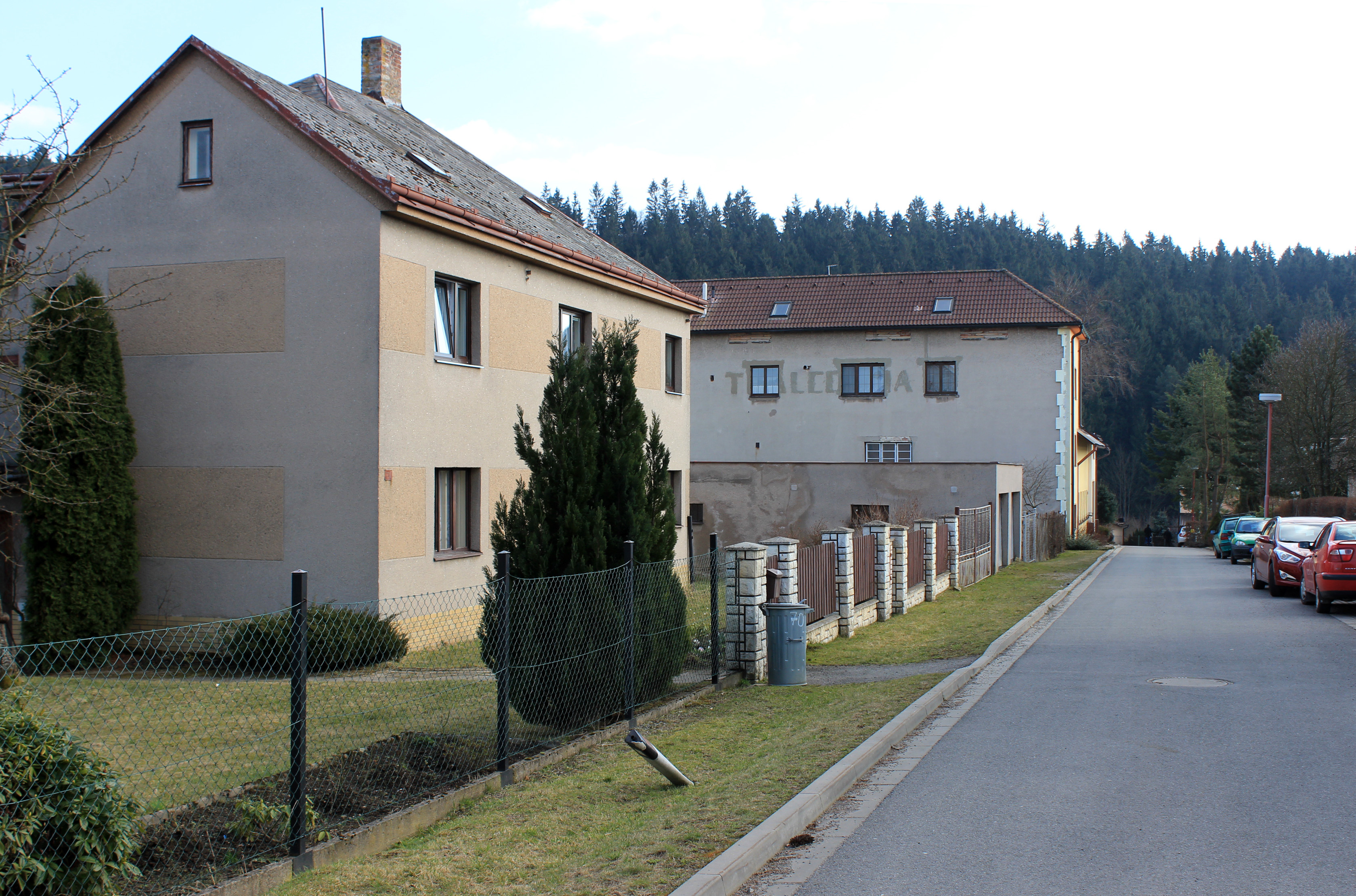
Postranní ulice